# 메니에르 병
메니에르 병(-病, Ménière's disease, MD)은 속귀에 발생하는 질병으로, 현기증과 이명 및 난청을 동반한다. 1861년 프랑스 외과 의사 메니에르가 내이 질환에 의한 균형감각상실을 처음 보고한데서 이름이 유래했다.